# Quarante-cinquième district congressionnel de Californie
Le 45e district congressionnel de Californie est un district de l'État américain de Californie, actuellement représenté par le Démocrate Derek Tran.
Le 45e district a été créé à la suite du cycle de redécoupage après le recensement de 1980.
Le district est basé dans les comtés d'Orange et de Los Angeles et comprend l'ensemble de Garden Grove, Westminster, Cerritos, Buena Park, Placentia, Hawaiian Gardens, Cypress, Fountain Valley, Artesia, Los Alamitos, Rossmoor et La Palma, ainsi que des parties de Brea, Lakewood et Fullerton.
En 2018, la Représentante sortante Mimi Walters a affronté un groupe de quatre démocrates et un candidat indépendant aux élections primaires des élections de mi-mandat de 2018. Le 25 février 2018, Dave Min, professeur adjoint de droit à l'UC Irvine (UCI), a reçu le soutien du Parti Démocrate de Californie.
Min, l'ancien conseiller technologique principal de la Maison Blanche Brian Forde, l'ancien assistant législatif de Sherrod Brown (D-OH) Kia Hamadanchy, la professeure de droit de l'UCI Katie Porter, et le professeur de commerce de l'UCI John Graham se sont présentés dans la " primaires au deux premiers" en juin 2018. Walters et Porter se sont classés premier et deuxième et se sont qualifiés pour les élections générales de novembre.
Le 14 novembre 2018, huit jours après la fermeture des bureaux de vote, Dave Wasserman, alors rédacteur en chef du Cook Political Report, a prédit que Porter avait remporté les élections générales.
En 2024, les élections dans cette circonscription devraient être parmi les plus compétitives de l'État. Dans sa forme actuelle après le redécoupage de 2020, le district a une présence significative d'électeurs américains d'origine asiatique.

## Géographie
| #  | Comté       | Siège       | Population |
| -- | ----------- | ----------- | ---------- |
| 37 | Los Angeles | Los Angeles | 9 663 345  |
| 59 | Orange      | Santa Ana   | 3 135 755  |

À partir du redécoupage de 2020, le 45e district congressionnel de la Californie est situé en Californie du Sud. Elle comprend l'ouest du Comté d'Orange et l'est de Los Angeles.
Le Comté d'Orange est divisé entre ce district, le 40e district, le 46e district et le 47e district. Les 45e et 40e sont divisés par Orange Freeway, E Lambert Rd, Sunrise Rd, Foothill Ln, Wandering Ln, N Associated Rd, E Birch St, S Valencia Ave, La Plaza Dr, La Floresta Dr, La Crescenta Dr, Highway 90, 1053 E Imperial Highway-343 Tolbert St, Vesuvius Dr, Rose Dr, Wabash Ave, 6th St, Golden Ave, Carbon Canyon Creek, E Yorba Linda Blvd, Jefferson St, 1401 Zion Ave-N Van Buren St, Buena Vista Ave, 17225 Orange Blossom Ln-1480 E Howard Pl, 17511 Pine Cir-Orchard Dr, Mariposa Ave, Lakeview Ave, E Miraloma Ave, Fee-Ana St, Sierra Madre Cir, E Orangethorpe Ave, Burlington Northern Santa Fe Railroad, Kensington Ave, N Kraemer Blvd, Carbon Creek, et E La Jolla St.
Les 45e et 46e sont divisées par la Santa Ana River, W Lehnhardt Ave, Gloxinia Ave, Lilac Way, Edinger Ave, Pebble Ct, 10744 W Lehnhardt Ave-10726 Kedge Ave, 724 S Sail St-5641 W Barbette Ave-407 S Starboard St, Starboard St/S Cooper St, Taft St, Hazard Ave, N Euclid St, Westminster Ave, Clinton St, 14300 Clinton St-1001 Mar Les Dr, Mar Les Dr, 2729 Huckleberry Rd, N Fairview St, Fairview St, 13462 Garden Grove Blvd-13252 Marty Ln, Townley St/Siemon Ave, W Garden Grove Blvd, S Lewis St, W Chapman Ave, E Simmons Ave, S Haster St, Ascot Dr, W Orangewood Ave, S 9th St, 2209 S Waverly Dr-11751 S Waverly Dr, Euclid St, Haven Ln, W Dudley Ave, S Euclid St, Katella Ave, Dale St, Rancho Alamitos High School, Orangewood Ave, Barber City Channel, Arrowhead St, Del Rey Dr, Westcliff Dr, Lampson Ave, Fern St, Garden Glove Blvd, Union Pacific Railroad, 7772 W Chapman Ave-Bently Ave, Highway 39, Western Ave, Stanton Storm Channel, Knott Ave, 6970 Via Kannela-6555 Katella Ave, Cerritos Ave, 10490 Carlotta Ave-Ball Rd, John Beat Park, S Knott Ave, Solano Dr, Monterra Way, Campesina Dr, Holder Elementary School, W Orange Ave, 6698 Via Riverside Way-Orangeview Junior High School, W Lincoln Ave, 195 N Western Ave-298 N Western Ave, 3181 W Coolidge Ave-405 N Dale St, W Crescent Ave, N La Reina St, W La Palma Ave, Boisseranc Park, I-5 HOV Lane, Orangethorpe Ave, Fullerton Creek, Whitaker St, Commonwealth Ave, Los Angeles County Metro, W Malvern Ave, W Chapman Ave, E Chapman Ave, S Placentia Ave, Kimberly Ave, E Orangethorpe Ave, and 2500 E Terrace St-Highway 57.
Les 45e et 47e sont divisées par la autoroute 405, Old Ranch Parkway, Seal Beach Blvd, St Cloud Dr, Montecito Rd, Rossmoor Center Way, 12240 Seal Beach Blvd-Los Alamitos Army Airfield, Bolsa Chica Channel, Rancho Rd, Harold Pl, Springdale St, 6021 Anacapa Dr-Willow Ln, Edward St, Bolsa Ave, Goldenwest St, McFadden Ave, Union Pacific Railroad, 15241 Cascade Ln-15241 Cedarwood Ave, Highway 39, Edinger Ave, Newland St, Heil Ave, Magnolia St, Warner Ave, Garfield Ave, et la Santa Ana River.
Le 45e district comprend les villes de Cypress, Brea, Placentia, Westminster, Garden Grove, Buena Park, Fountain Valley, Los Alamitos, La Palma, le nord de Fullerton, une partie de Yorba Linda ainsi que les census-designated places de Rossmoor et Midway City.
Le Comté de Los Angeles est divisé entre ce district, le 38e district et le 42e district. Les 45e et 42e districts sont séparés par la rivière San Gabriel, Palo Verde Ave, South St, Del Amo Blvd, Pioneer Blvd, Coyote Creek, Centralia Creek, Hawaiian Ave, Verne Ave, Bloomfield Park, l'autoroute 605, 226th St, Dorado Cir, Cortner Ave, E Woodson St, Bloomfield Ave, Lilly Ave, Marna Ave, et Los Alamos Channel.
Les 45e et 38e sont divisés par Valley View Ave, Southern Pacific Railroad, Alondra Blvd, 15917 Canyon Creek Rd-12371 Hermosura St, Norwalk Blvd, 166th St, and Cerritos College Child Development-Alondra Blvd. Le 45e district englobe les villes de Cerritos, Artesia et Hawaiian Gardens et une partie de Lakewood.

### Villes et CDP de 10 000 personnes et plus
- Garden Grove - 171 949
- Fullerton - 143 617
- Westminster - 90 911
- Buena Park - 84 034
- Yorba Linda - 68 336
- Fountain Valley - 57 047
- Placentia - 51 824
- Cypress - 50 151
- Cerritos - 49 578
- Brea - 47 325
- Artesia - 16 395
- La Palma - 15 581
- Hawaiian Gardens - 13 593
- Los Alamitos - 11 780
- Rossmoor - 10 625

## Historique de vote
| Année | Poste                              | Résultats                      |
| ----- | ---------------------------------- | ------------------------------ |
| 1990  | Gouverneur                         | Wilson 60,5 % – 32,3 %         |
| 1992  | Président                          | Bush 42,3 % – 32,2 %           |
| 1992  | Sénateur                           | Herschensohn 56,6 % – 34,0 %   |
| 1992  | Sénateur (Spéciale)                | Seymour 54,5 % – 40,4 %        |
| 1994  | Gouverneur                         | Wilson 67,6 % – 27,5 %         |
| 1994  | Sénateur                           | Huffington 58,7 % – 31,7 %     |
| 1996  | Président                          | Dole 50,5 % – 37,9 %           |
| 1998  | Gouverneur                         | Lungren 51,7 % – 45,0 %        |
| 1998  | Sénateur                           | Fong 56,2 % – 39,4 %           |
| 2000  | Président                          | Bush 55,6 % – 39,9 %           |
| 2000  | Sénateur                           | Feinstein 50,0 % – 41,8 %      |
| 2002  | Gouverneur                         | Simon 51,5 % – 42,3 %          |
| 2003  | Recall,                            | Oui 68,4 % - 31,6 %            |
| 2003  | Recall,                            | Schwarzenegger 59,6 % – 23,5 % |
| 2004  | Président                          | Bush 56,0 % – 43,1 %           |
| 2004  | Sénateur                           | Boxer 49,5 % – 47,0 %          |
| 2006  | Gouverneur                         | Schwarzenegger 65,2 % - 31,0 % |
| 2006  | Sénateur                           | Feinstein 50,5 % – 45,0 %      |
| 2008  | Président                          | Obama 51,5 % – 46,9 %          |
| 2010  | Gouverneur                         | Whitman 50,2 % – 43,9 %        |
| 2010  | Sénateur                           | Fiorina 52,1 % – 42,4 %        |
| 2012  | Président                          | Romney 54,8 % – 43,0 %         |
| 2012  | Sénateur                           | Emken 55,6 % – 44,4 %          |
| 2014  | Gouverneur                         | Kashkari 58,5 % – 41,5 %       |
| 2016  | Président                          | Clinton 49,8 % – 44,4 %        |
| 2016  | Sénateur                           | Harris 66,0 % – 34,0 %         |
| 2018  | Gouverneur                         | Cox 50.6% – 49.4%              |
| 2018  | Lieutenant-Gouverneur              | Kounalakis 56,3 % - 43,7 %     |
| 2018  | Secrétaire d'État                  | Padilla 51,2 % - 48,8 %        |
| 2018  | Contrôleur                         | Yee 52,0 % - 48,0 %            |
| 2018  | Trésorier                          | Ma 51,0 % - 49,0 %             |
| 2018  | Procureur Général                  | Becerra 50,8 % - 49,2 %        |
| 2018  | Commissaire aux Assurances         | Poizner 59,7 % - 40,3 %        |
| 2018  | Board of Equalization, 4e district | Anderson 52,4 % - 47,6 %       |
| 2018  | Sénateur                           | Feinstein 54,3 % – 45,7 %      |
| 2020  | Président                          | Biden 53,6 % – 42,5 %          |
| 2021  | Recall                             | Non 52,6 % - 47,4 %            |
| 2022  | Gouverneur                         | Dahle 51,0 % - 49,0 %          |
| 2022  | Sénateur                           | Meuser 50,7 % - 49,3 %         |
| 2022  | Sénateur (Spéciale)                | Meuser 50,8 % - 49,2 %         |

## Liste des Représentants du district
| Membre                           | Parti       | Années                          | Congrès     | Histoire électorale | Zone géographique                  |
| -------------------------------- | ----------- | ------------------------------- | ----------- | --- | ---------------------------------- |
| District créée le 3 janvier 1983 |             |                                 |             | |                                    |
| Duncan Hunter                    | Républicain | 3 janvier 1983 - 3 janvier 1993 | 98e - 102e  | Redécoupage depuis le 42e district et réélu en 1982. Réélu en 1984. Réélu en 1986. Réélu en 1988. Réélu en 1990. Redécoupage vers le 52e district.                             | 1983–1993 Imperial, San Diego      |
| Dana Rohrabacher                 | Républicain | 3 janvier 1993 - 3 janvier 2003 | 103e - 107e | Redécoupage depuis le 42e district et réélu en 1992. Réélu en 1994. Réélu en 1996. Réélu en 1998. Réélu en 2000. Redécoupage vers le 46e district.                             | 1993–2003 Orange                   |
| Mary Bono (en)                   | Républicain | 3 janvier 2003 - 3 janvier 2013 | 108e - 112e | Redécoupage depuis le 44e district et réélue en 2002. Réélue en 2004. Réélue en 2006. Réélue en 2008. Réélue en 2010. Redécoupage vers le 36e district et perds sa réélection. | 2003–2013 Riverside                |
| John B. T. Campbell III (en)     | Républicain | 3 janvier 2013 - 3 janvier 2015 | 113e        | Redécoupage depuis le 48e district et réélu en 2012. Retrait. | 2013–2023 Orange                   |
| Mimi Walters                     | Républicain | 3 janvier 2015 - 3 janvier 2019 | 114e , 115e | Élue en 2014. Réélue en 2016. Perd sa réélection. | 2013–2023 Orange                   |
| Katie Porter                     | Démocrate   | 3 janvier 2019 - 3 janvier 2023 | 116e - 117e | Élue en 2018. Réélue en 2020. Redécoupage vers le 47e district. | 2013–2023 Orange                   |
| Michelle Steel                   | Républicain | 3 janvier 2023 - 3 janvier 2025 | 118e        | Redécoupage depuis le 48e district et réélue en 2022. Perd sa réélection. | 2023–Présent Orange et Los Angeles |
| Derek Tran                       | Democratic  | 3 janvier 2025 - en cours       | 119e        | Élu en 2024. | 2023–Présent Orange et Los Angeles |

## Résultats des récentes élections
Voici les résultats des dix précédents cycles électoraux dans le district.

### 2004
| Élection de 2004 du 45e district congressionnel de Californie | Élection de 2004 du 45e district congressionnel de Californie | Élection de 2004 du 45e district congressionnel de Californie | Élection de 2004 du 45e district congressionnel de Californie | Élection de 2004 du 45e district congressionnel de Californie |
| ------------------------------------------------------------- | ------------------------------------------------------------- | ------------------------------------------------------------- | ------------------------------------------------------------- | ------------------------------------------------------------- |
| Parti                                                         | Parti                                                         | Candidat                                                      | Votes                                                         | %                                                             |
|                                                               | Républicain                                                   | Mary Bono (en) (sortante)                                     | 153 523                                                       | 66,7                                                          |
|                                                               | Démocrate                                                     | Richard J. Meyer                                              | 76 967                                                        | 33,3                                                          |
| Total des votes                                               | Total des votes                                               | Total des votes                                               | 230 490                                                       | 100%                                                          |
|                                                               | Les Républicains conservent                                   |                                                               |                                                               |                                                               |

### 2006
| Élection de 2006 du 45e district congressionnel de Californie | Élection de 2006 du 45e district congressionnel de Californie | Élection de 2006 du 45e district congressionnel de Californie | Élection de 2006 du 45e district congressionnel de Californie | Élection de 2006 du 45e district congressionnel de Californie |
| ------------------------------------------------------------- | ------------------------------------------------------------- | ------------------------------------------------------------- | ------------------------------------------------------------- | ------------------------------------------------------------- |
| Parti                                                         | Parti                                                         | Candidat                                                      | Votes                                                         | %                                                             |
|                                                               | Républicain                                                   | Mary Bono (en) (sortante)                                     | 99 638                                                        | 60,7                                                          |
|                                                               | Démocrate                                                     | David Roth                                                    | 64 613                                                        | 39,3                                                          |
| Total des votes                                               | Total des votes                                               | Total des votes                                               | 133 533                                                       | 100%                                                          |
|                                                               | Les Républicains conservent                                   |                                                               |                                                               |                                                               |

### 2008
| Élection de 2008 du 45e district congressionnel de Californie | Élection de 2008 du 45e district congressionnel de Californie | Élection de 2008 du 45e district congressionnel de Californie | Élection de 2008 du 45e district congressionnel de Californie | Élection de 2008 du 45e district congressionnel de Californie |
| ------------------------------------------------------------- | ------------------------------------------------------------- | ------------------------------------------------------------- | ------------------------------------------------------------- | ------------------------------------------------------------- |
| Parti                                                         | Parti                                                         | Candidat                                                      | Votes                                                         | %                                                             |
|                                                               | Républicain                                                   | Mary Bono (en) (sortante)                                     | 155 166                                                       | 58,3                                                          |
|                                                               | Démocrate                                                     | Julie Bornstein                                               | 111 026                                                       | 41,7                                                          |
| Total des votes                                               | Total des votes                                               | Total des votes                                               | 266 192                                                       | 100%                                                          |
|                                                               | Les Républicains conservent                                   |                                                               |                                                               |                                                               |

### 2010
| Élection de 2010 du 45e district congressionnel de Californie | Élection de 2010 du 45e district congressionnel de Californie | Élection de 2010 du 45e district congressionnel de Californie | Élection de 2010 du 45e district congressionnel de Californie | Élection de 2010 du 45e district congressionnel de Californie |
| ------------------------------------------------------------- | ------------------------------------------------------------- | ------------------------------------------------------------- | ------------------------------------------------------------- | ------------------------------------------------------------- |
| Parti                                                         | Parti                                                         | Candidat                                                      | Votes                                                         | %                                                             |
|                                                               | Républicain                                                   | Mary Bono (en) (sortante)                                     | 106 472                                                       | 51,5                                                          |
|                                                               | Démocrate                                                     | Steve Pougnet                                                 | 87 141                                                        | 42,1                                                          |
|                                                               | American Independant                                          | Bill Lussenheide                                              | 13 188                                                        | 6,4                                                           |
| Total des votes                                               | Total des votes                                               | Total des votes                                               | 206 801                                                       | 100%                                                          |
|                                                               | Les Républicains conservent                                   |                                                               |                                                               |                                                               |

### 2012
| Élection de 2012 du 45e district congressionnel de Californie | Élection de 2012 du 45e district congressionnel de Californie | Élection de 2012 du 45e district congressionnel de Californie | Élection de 2012 du 45e district congressionnel de Californie | Élection de 2012 du 45e district congressionnel de Californie |
| ------------------------------------------------------------- | ------------------------------------------------------------- | ------------------------------------------------------------- | ------------------------------------------------------------- | ------------------------------------------------------------- |
| Parti                                                         | Parti                                                         | Candidat                                                      | Votes                                                         | %                                                             |
|                                                               | Républicain                                                   | John B. T. Campbell III (en) (sortant)                        | 171 417                                                       | 58,5                                                          |
|                                                               | Démocrate                                                     | Sukhee Kang                                                   | 121 814                                                       | 41,5                                                          |
| Total des votes                                               | Total des votes                                               | Total des votes                                               | 293 231                                                       | 100%                                                          |
|                                                               | Les Républicains conservent                                   |                                                               |                                                               |                                                               |

### 2014
| Élection de 2014 du 45e district congressionnel de Californie | Élection de 2014 du 45e district congressionnel de Californie | Élection de 2014 du 45e district congressionnel de Californie | Élection de 2014 du 45e district congressionnel de Californie | Élection de 2014 du 45e district congressionnel de Californie |
| ------------------------------------------------------------- | ------------------------------------------------------------- | ------------------------------------------------------------- | ------------------------------------------------------------- | ------------------------------------------------------------- |
| Parti                                                         | Parti                                                         | Candidat                                                      | Votes                                                         | %                                                             |
|                                                               | Républicain                                                   | Mimi Walters                                                  | 106 083                                                       | 65,1                                                          |
|                                                               | Démocrate                                                     | Drew E. Leavens                                               | 56 819                                                        | 34,9                                                          |
| Total des votes                                               | Total des votes                                               | Total des votes                                               | 162 902                                                       | 100%                                                          |
|                                                               | Les Républicains conservent                                   |                                                               |                                                               |                                                               |

### 2016
| Élection de 2016 du 45e district congressionnel de Californie | Élection de 2016 du 45e district congressionnel de Californie | Élection de 2016 du 45e district congressionnel de Californie | Élection de 2016 du 45e district congressionnel de Californie | Élection de 2016 du 45e district congressionnel de Californie |
| ------------------------------------------------------------- | ------------------------------------------------------------- | ------------------------------------------------------------- | ------------------------------------------------------------- | ------------------------------------------------------------- |
| Parti                                                         | Parti                                                         | Candidat                                                      | Votes                                                         | %                                                             |
|                                                               | Républicain                                                   | Mimi Walters (sortante)                                       | 182 408                                                       | 58,6                                                          |
|                                                               | Démocrate                                                     | Ron Varasteh                                                  | 128 996                                                       | 41,4                                                          |
| Total des votes                                               | Total des votes                                               | Total des votes                                               | 311 404                                                       | 100%                                                          |
|                                                               | Les Républicains conservent                                   |                                                               |                                                               |                                                               |

### 2018
| Élection de 2018 du 45e district congressionnel de Californie | Élection de 2018 du 45e district congressionnel de Californie | Élection de 2018 du 45e district congressionnel de Californie | Élection de 2018 du 45e district congressionnel de Californie | Élection de 2018 du 45e district congressionnel de Californie |
| ------------------------------------------------------------- | ------------------------------------------------------------- | ------------------------------------------------------------- | ------------------------------------------------------------- | ------------------------------------------------------------- |
| Parti                                                         | Parti                                                         | Candidat                                                      | Votes                                                         | %                                                             |
|                                                               | Démocrate                                                     | Katie Porter                                                  | 158 906                                                       | 52,1                                                          |
|                                                               | Républicain                                                   | Mimi Walters (sortante)                                       | 146 383                                                       | 47,9                                                          |
| Total des votes                                               | Total des votes                                               | Total des votes                                               | 305 289                                                       | 100%                                                          |
|                                                               | Les Démocrates prennent aux Républicains                      |                                                               |                                                               |                                                               |

### 2020
| Élection de 2020 du 45e district congressionnel de Californie | Élection de 2020 du 45e district congressionnel de Californie | Élection de 2020 du 45e district congressionnel de Californie | Élection de 2020 du 45e district congressionnel de Californie | Élection de 2020 du 45e district congressionnel de Californie |
| ------------------------------------------------------------- | ------------------------------------------------------------- | ------------------------------------------------------------- | ------------------------------------------------------------- | ------------------------------------------------------------- |
| Parti                                                         | Parti                                                         | Candidat                                                      | Votes                                                         | %                                                             |
|                                                               | Démocrate                                                     | Katie Porter (sortante)                                       | 221 843                                                       | 53,5                                                          |
|                                                               | Républicain                                                   | Greg Raths                                                    | 193 096                                                       | 46,5                                                          |
| Total des votes                                               | Total des votes                                               | Total des votes                                               | 414 939                                                       | 100%                                                          |
|                                                               | Les Démocrates conversent                                     |                                                               |                                                               |                                                               |

### 2022
La Californie a tenu sa Primaire Jungle le 7 juin 2022, selon ce système de Primaire, tous les candidats sont sur le même bulletin de vote, et les deux arrivés en tête s'affronteront le jour de l'Élection Générale, à savoir le 8 novembre 2022.
| Primaire Jungle 2022 du 45e district congressionnel de Californie | Primaire Jungle 2022 du 45e district congressionnel de Californie | Primaire Jungle 2022 du 45e district congressionnel de Californie | Primaire Jungle 2022 du 45e district congressionnel de Californie | Primaire Jungle 2022 du 45e district congressionnel de Californie |
| ----------------------------------------------------------------- | ----------------------------------------------------------------- | ----------------------------------------------------------------- | ----------------------------------------------------------------- | ----------------------------------------------------------------- |
| Parti                                                             | Parti                                                             | Candidat                                                          | Votes                                                             | %                                                                 |
|                                                                   | Républicain                                                       | Michelle Steel (sortante)                                         | 65 641                                                            | 48,2                                                              |
|                                                                   | Démocrate                                                         | Jay Chen                                                          | 58 721                                                            | 43,1                                                              |
|                                                                   | Républicain                                                       | Long Pham                                                         | 11 732                                                            | 8,6                                                               |
|                                                                   | Indépendant                                                       | Hilaire Shioura (write-in)                                        | 6                                                                 | 0,0                                                               |

| Élection de 2022 du 45e district congressionnel de Californie | Élection de 2022 du 45e district congressionnel de Californie | Élection de 2022 du 45e district congressionnel de Californie | Élection de 2022 du 45e district congressionnel de Californie | Élection de 2022 du 45e district congressionnel de Californie |
| ------------------------------------------------------------- | ------------------------------------------------------------- | ------------------------------------------------------------- | ------------------------------------------------------------- | ------------------------------------------------------------- |
| Parti                                                         | Parti                                                         | Candidat                                                      | Votes                                                         | %                                                             |
|                                                               | Républicain                                                   | Michelle Steel (sortante)                                     | 113 960                                                       | 52,4                                                          |
|                                                               | Démocrate                                                     | Jay Chen                                                      | 103 466                                                       | 47,6                                                          |
| Total des votes                                               | Total des votes                                               | Total des votes                                               | 217 426                                                       | 100%                                                          |
|                                                               | Les Républicains conservent                                   |                                                               |                                                               |                                                               |

### 2024
La Californie a tenu sa Primaire Jungle le 5 mars 2024, selon ce système de Primaire, tous les candidats sont sur le même bulletin de vote, et les deux arrivés en tête s'affronteront le jour de l'Élection Générale, à savoir le 5 novembre 2024.
| Primaire Jungle 2024 du 45e district congressionnel de Californie | Primaire Jungle 2024 du 45e district congressionnel de Californie | Primaire Jungle 2024 du 45e district congressionnel de Californie | Primaire Jungle 2024 du 45e district congressionnel de Californie | Primaire Jungle 2024 du 45e district congressionnel de Californie |
| ----------------------------------------------------------------- | ----------------------------------------------------------------- | ----------------------------------------------------------------- | ----------------------------------------------------------------- | ----------------------------------------------------------------- |
| Parti                                                             | Parti                                                             | Candidat                                                          | Votes                                                             | %                                                                 |
|                                                                   | Républicain                                                       | Michelle Steel (sortante)                                         | 78 022                                                            | 54,9                                                              |
|                                                                   | Démocrate                                                         | Derek Tran                                                        | 22 546                                                            | 15,9                                                              |
|                                                                   | Démocrate                                                         | Kim Nguyen-Penaloza                                               | 22 179                                                            | 15,6                                                              |
|                                                                   | Démocrate                                                         | Cheyenne Hunt                                                     | 11 973                                                            | 8,4                                                               |
|                                                                   | Démocrate                                                         | Aditya Pai                                                        | 7399                                                              | 5,2                                                               |

| Élection de 2024 du 45e district congressionnel de Californie | Élection de 2024 du 45e district congressionnel de Californie | Élection de 2024 du 45e district congressionnel de Californie | Élection de 2024 du 45e district congressionnel de Californie | Élection de 2024 du 45e district congressionnel de Californie |
| ------------------------------------------------------------- | ------------------------------------------------------------- | ------------------------------------------------------------- | ------------------------------------------------------------- | ------------------------------------------------------------- |
| Parti                                                         | Parti                                                         | Candidat                                                      | Votes                                                         | %                                                             |
|                                                               | Démocrate                                                     | Derek Tran                                                    | 158 264                                                       | 50,1                                                          |
|                                                               | Républicain                                                   | Michelle Steel (sortante)                                     | 157 611                                                       | 49,9                                                          |
| Total des votes                                               | Total des votes                                               | Total des votes                                               | 315 875                                                       | 100%                                                          |
|                                                               | Les Démocrates prennent aux Républicains                      |                                                               |                                                               |                                                               |

## Frontières historiques du district

### 2003 - 2013
De 2003 à 2013, ce district était basé dans le Comté de Riverside. Le district comprenait les communautés de Palm Springs, Moreno Valley, Palm Desert, Hemet, Cathedral City, Temecula, Blythe, Rancho Mirage, Murrieta, Indio, Indian Wells, La Quinta, Cabazon, Anza, Thermal, Idyllwild, Coachella et d'autres census-designated places du Comté de Riverside.